# Das Mädchen auf dem Besenstiel
Das Mädchen auf dem Besenstiel (Alternativtitel: Saxana, die Hexe,  auch Saxana: Das Mädchen auf dem Besenstiel) von Regisseur Václav Vorlíček ist eine tschechoslowakische Fantasykomödie aus dem Jahr 1972.

## Handlung
Die jugendliche Hexe Saxana geht auf eine Hexenschule. Sie ist allerdings keine besonders fleißige Schülerin. Bei einer Klassenarbeit macht Saxana ihren Arm ganz lang, und so kann sie einen Spickzettel vom Nachbartisch nehmen. In einer Klasse, in der alle hexen können, ist so etwas nichts Ungewöhnliches. Leider kennt auch die Hexenlehrerin alle Tricks, und so wird Saxana erwischt. Sie soll nun vor der ganzen Klasse einige Zaubersprüche aufsagen. Da sie wenig gelernt hat, misslingen ihre Verwandlungen.
Saxana wird zum Direktor gebracht. Zur Strafe für ihre schlechten Leistungen und den Betrugsversuch bei der Klassenarbeit soll sie 300 Jahre nachsitzen. Darüber ist Saxana wenig erfreut. Der Hausmeister tröstet sie: 300 Jahre seien doch gar nicht so lange. Bei den Menschen seien das aber neun Generationen.
Saxana wird neugierig auf die Menschen. Sie fragt den Hausmeister scheinbar beiläufig, wie man denn zu den Menschen kommen könnte. Sorglos zeigt der Hausmeister Saxana das Zauberlexikon, worin der benötigte Zauberspruch steht. Damit können eine Hexe oder ein Zauberer sich in eine Eule verwandeln und so für 44 Stunden in die Menschenwelt gelangen. Ehe es sich der Hausmeister versieht, hat Saxana auch schon den Zauberspruch gesagt. Als der Hausmeister dies dem Direktor mitteilt, muss er zur Strafe auch zur Menschenwelt, um in diesen 44 Stunden auf Saxana aufzupassen. Keinesfalls dürfe Saxana den „Sud des Altweiberohrs“ zu sich nehmen, sonst könne sie nicht wieder zurück.
Als Eule verwandelt, gelangt Saxana in einen Zoo der Menschenwelt, wo sie dem Zoodirektor gezeigt wird, der die Eule mit in seine Wohnung nimmt. Als Saxana dort mit Honza, dem Sohn des Zoodirektors, alleine ist, verwandelt sie sich wieder zurück. Der Junge ist natürlich sehr überrascht, statt einer Eule plötzlich ein hübsches Mädchen vorzufinden. Nach einigen missglückten Verwandlungen nimmt Honza Saxana am nächsten Morgen in Gestalt eines Huhnes mit in den Schulunterricht.
Als der Hausmeister aus der Hexenschule, der ihr gefolgt ist, Saxana dort findet, warnt er sie, auf gar keinen Fall den „Sud des Altweiberohrs“ zu trinken. Denn dann müsste sie für immer in der Menschenwelt bleiben, und verlöre ihre Hexenkräfte. Genau das wollte Saxana natürlich wissen, denn sie möchte bei den Menschen bleiben. Der Hausmeister freundet sich inzwischen mit seiner menschlichen Kollegin an, die in der Schule sauber macht, die Honza besucht.
Doch wo soll man bloß ein Altweiberohr herbekommen? Drei Jungen bieten Saxana an, eines zu besorgen, wenn sie ihnen dafür bei ihren Problemen hilft. Sie sollen nämlich wegen übler Streiche in der Schule bestraft werden. Saxana verwandelt daraufhin alle Lehrer in Kaninchen. Doch nachdem sie ihre Sorgen nun los sind, denken die drei Jungen gar nicht mehr daran, Saxana zu helfen. Stattdessen benehmen sie sich noch besonders gemein zu ihr, versuchen sogar, sie als Verrückte in die Psychiatrie einweisen zu lassen. Dies gelingt aber nicht, denn Saxana kann ihre Zauberkräfte nutzen, den Ärzten zu entkommen.
Und so ist es dann doch wieder der Sohn des Zoodirektors, der Saxana beisteht. Nach einer Verfolgungsjagd auf dem Besenstiel, an dessen Ende die drei Bösewichte ihre gerechte Strafe in Form von Kaninchenohren bekommen und alle von Saxana verwandelten Personen wieder ihre alte Gestalt erhalten haben, bleibt Saxana nur noch wenig Zeit, um in der Menschenwelt bleiben zu können. Doch da weiß ein Lehrer die Lösung: Altweiberohr ist der volkstümliche Name des Quirlsalbei. Und rein zufällig hat der Schuldirektor immer eine Kanne Salbeitee dabei. Gerade noch kann sie den Trank zu sich nehmen, und Saxana wird zu einem Menschen. Auch der Hausmeister, der sich in seine Kollegin verliebt hat, nimmt einen Schluck und bleibt in der Menschenwelt.
Der Verlust der Zauberkräfte ist für alle Beteiligten (inklusive des Zuschauers) mit einem Moment des Schreckens und für Saxana mit einer schmerzvollen Erfahrung verbunden. Konnte sie zuvor noch aus dem Fenster der Schule springen, um die Thermosflasche zu erhaschen, hat ein weiterer Sprung nach ihrer Menschwerdung unangenehme Folgen. So endet der Film mit einem unbedachten Sprung, einem Gipsbein, und mit der Liebe zwischen Saxana und Honza.

## Synchronisation
Es existieren zwei deutsche Synchronfassungen, eine für die DDR und eine für die BRD. Die Ost-Fassung entstand im DEFA Studio für Synchronisation, Ost-Berlin. Werner Klünder schrieb das Dialogbuch und Wolfgang Thal führte Regie. Die West-Fassung entstand bei der Bavaria Synchron, München. Hans-Peter Kaufmann schrieb das Dialogbuch und führte Regie.
| Rolle                 | Darsteller           | Synchronsprecher (DDR 1973) | Synchronsprecher (BRD 1974) |
| --------------------- | -------------------- | --------------------------- | --------------------------- |
| Saxana                | Petra Černocká       | Heidi Weigelt               | Heidi Fischer               |
| Honza Bláha           | Jan Hrušínský        | Axel Haase                  | ?                           |
| Hausmeister           | Vladimír Menšík      | Erhard Köster               | Herbert Weicker             |
| Frau Pešková          | Jana Drbohlavová     | Heide Kipp                  | ?                           |
| Frau Vondrácková      | Stella Zázvorková    | Hilde Kneip                 | ?                           |
| Frau Bláhová          | Míla Myslíková       | Marianne Wünscher           | ?                           |
| Zaubermeister         | Josef Bláha          | Fred Alexander              | Thomas Reiner               |
| Professor der Botanik | Jiří Lír             | Klaus Manchen               | Horst Sachtleben            |
| Jindřich Bláha        | Jaromír Spal         | Hannjo Hasse                | Horst Naumann               |
| Vater Rousek          | František Filipovský | A. P. Hoffmann              | Leo Bardischewski           |
| Schuldirektor         | Zdeněk Dítě          | Uwe-Detlev Jessen           | Günther Sauer               |
| Gastwirt              | Milan Neděla         | Gerd Ehlers                 | ?                           |
| Miky Rousek           | Jan Kraus            | Manfred Strietzel           | ?                           |
| Bohouš Adámek         | Vlastimil Zavřel     | Bernd Lehmann               | ?                           |

## Kritik
„Ein netter und heiterer Kinderfilm, der über seine Tricks und Gags hinaus auch Probleme der mitmenschlichen Beziehungen behandelt.“

## Fortsetzung
Die ebenfalls unter der Regie von Václav Vorlíček gedrehte Fortsetzung Saxana und die Reise ins Märchenland kam 2011 in die Kinos.

## Sonstiges
- Das auf dem Tonband abgespielte Lied heißt To už se nevrátí von Helena Vondráčková.
- Bei den Autos, die die Jugendlichen auf ihrer Flucht benutzen, handelt es sich um einen Tatra 57, einen Ford 20M XL, einen Fiat 500 F und einen Škoda-LIAZ 706 RT Lastwagen. Bei den Motorrädern der Polizisten handelt es sich um BMW R 50/2.[4]
- Laut dem Kalender im Lehrerzimmer spielt der Film im Oktober 1969.

## DVD-Veröffentlichung
Der Film ist unter dem Titel Saxana – Das Mädchen auf dem Besenstiel auf DVD erhältlich.